# Bernardo Küster
Bernardo Pires Küster é um ativista, ensaísta, youtuber e influenciador católico tradicionalista. Apontado como aluno de Olavo de Carvalho, do qual chegou a dirigir as redes sociais, e ex-membro do Centro Dom Bosco, é conhecido por seu ativismo virtual em defesa da doutrina católica pré-Concílio Vaticano II, pela instrumentalização do discurso religioso em apoio a Jair Bolsonaro, e pelas múltiplas polêmicas em que esteve envolvido. Küster afirma opor-se à "ala esquerdista" que haveria se infiltrado no meio clerical católico, pondo-se, não raro, em oposição à hierarquia eclesiástica. Contando com mais de 999 mil inscritos no YouTube, e somando mais de 95 milhões de visualizações dos conteúdos disponibilizados online, Küster é, em tempos atuais, um dos apologetas católicos mais seguidos nas redes sociais.
Küster defende que a pandemia de COVID-19 foi uma farsa, engendrada com fins de controle populacional, bem como outras teorias tidas como conspiratórias. Opõe-se, também, à chamada "teoria de gênero", ao identitarismo, à teologia da libertação, ao comunismo e à Campanha da Fraternidade. Incluído no chamado Inquérito das Fake News, teve suas redes sociais bloqueadas e desmonetizadas repetidas vezes.